# 四ツ塚様

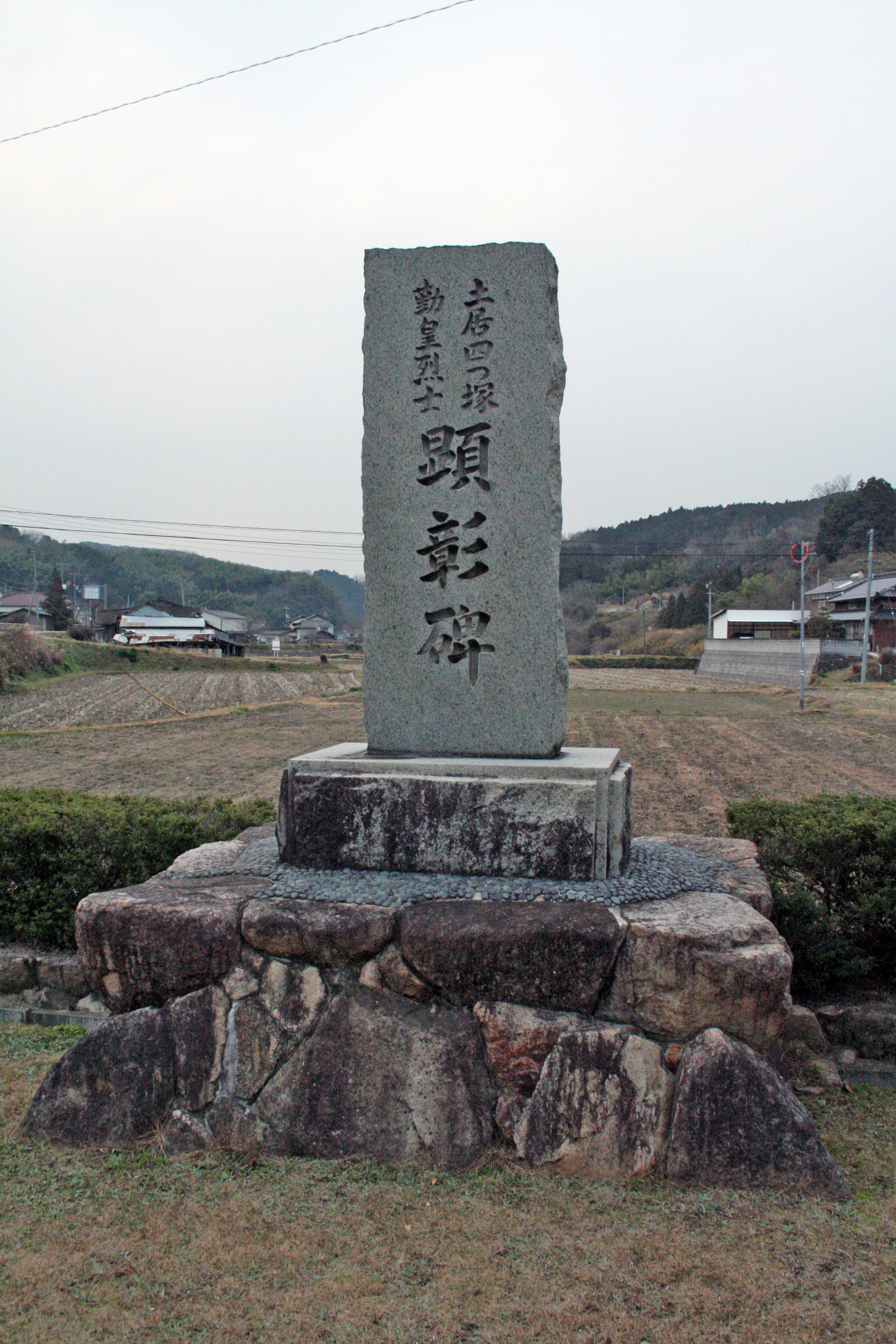
四つ塚志士顕彰碑

四ツ塚様（よつつかさま）とは、幕末の1865年に美作国英田郡土居村（現・岡山県美作市土居）で起こった勤皇の志士4人への住民がおこなったリンチ虐殺事件に対して、後に被害者を顕彰した碑である。

## 事件のあらまし

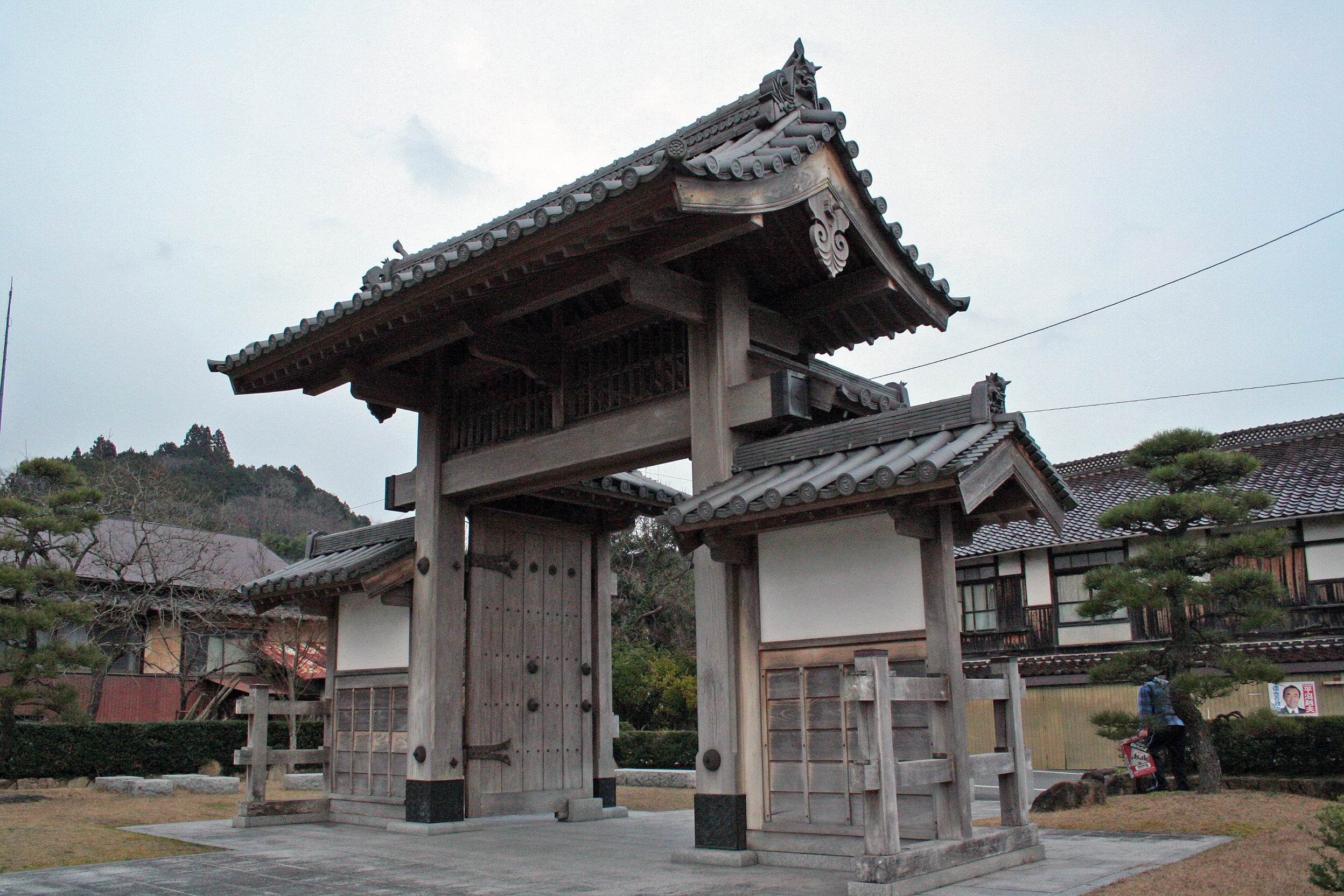
復元された旧出雲街道土居宿の西門。

慶応元年2月尊王派の同志を募るために作州路（出雲街道）を遊説中の岡元太郎 (岡山藩)、井原応輔 (土佐藩)、島浪間 (土佐藩)、千屋金策 (土佐藩)の勤皇の志士を大勢の村民がリンチにして惨殺した事件。
第一次長州征伐の後、 大坂城を攻略する目的で作州路において同志を募る旅に出た四人の志士が久米郡吉岡村（現・美咲町久木）の慈教院の住職の紹介状を持参して勝田郡百々村（現・久米郡美咲町百々）の造り酒屋の池上文左衛門を訪れた。井原はかつて池上家の若い者に剣術を教えたこともあり、文左衛門に勤王の志を説いて金策の協力を願い出ることにした。井原応輔、島浪間、千屋金策が文左衛門に活動資金の融資を求めるが文左衛門は金の無心のために勤王を口実にしているにすぎないと四士を強請り呼ばわりし侮辱した。激怒した四士は刀を抜いて文左衛門を追ったが逃げられ、代わりに文左衛門の妻と番頭が金銭を差し出して詫びたのでいったん事は納まったが、四士が立ち去った後、文左衛門と息子輝道は自らが謝罪として金銀を渡したのにもかかわらず四士を役人に対して強盗として訴えた。
これに対して猟銃や農具を手にした村人たちが四人の志士を強盗と見なし追い詰め、彼らの弁明に全く耳を貸さず、四士を死に追いやり、遺体を陵辱した事件である。当時浪人を捕えると報奨金がもらえたこともあり、執拗に襲撃したとも言われる。
四士は英田郡土居（現・美作市土居）の宿場の勤皇の庄屋・安東正虎宅に逃れようとしたが村民は竹槍でもって彼らを追撃した。四士は途中竹田神社（美作市竹田1826）に祈願したのち、土居に向かった。土居宿は幕府の天領であるため、追ってくる農民から逃げおおせたとしてもその関門を通らなければならない。強盗の浪人者が土居に向かっているという報を受けた関門の番卒は四士の話を聞かず捕えようとしたため、岡が斬り捨てたのち、岡はその責任をとって街道の松ノ木の根元で切腹、それを追って井原と島は刺し違えた、と彼らと同じ土佐勤王党側である田中光顕は記している。井原は急所を外れ半日もがき苦しみ介錯を懇願したが、土井村の医師福田静斎以外誰も介抱する者はなかったとされる。
千屋は宿場へ入り、土居村の町方総代武藤太平に対して自分たちへの誤解を晴らそうと試みたが適わず、旅宿の泉屋で遺書を認め自刃せざるを得なかった。彼らの死後、村民は鳶口で遺体を散々に切り刻み陵辱の限りを尽くし、彼らの遺骸は数日間捨て置かれた。その後、遺書などにより真相が明らかにされ、世間で住民の残虐性と無慈悲さへの批判が巻き起こった。

当時「西に百々の酒屋がなけりゃ、若い侍殺しゃせぬ」との俗謡が流行ったとされる。
これに対し村民は塚を建てることで反省と犠牲者への哀悼を世間に示し、自分たちに向けられた批判を躱そうとした。

## その後
事件より33年後の明治31年（1898年）に明治政府より4人に正五位が贈られた。
四士の遺体は、山家川にかかる門尻橋下の河原に投げ捨てられていたが（現「勤王四士元埋葬地」）、明治31年墓は改葬されて美作市立土居小学校脇に現存する。地元では塚は「四ツ塚様」と呼ばれている。
この後別に｢勤王志士一三五年祭記念｣の石碑が建てられた。

## トリビア
司馬遼太郎の短編小説  ｢浪華城焼討｣(1977年)は明治の顕官田中光顕が幕末において、好色と怠惰ゆえに浪速城（大坂城）焼き討ちの挙に加わらなかったことから本事件の難に巻き込まれなかったことを題材としたフィクションである。

## 資料
- 田中光顕1968年『維新風雲回顧録』大和書房
- 司馬遼太郎 1977年 ｢浪華城焼討｣ (本事件を題材とした小説)